# 1981 - 1982
| Críticas profissionais | Críticas profissionais |
| Avaliações da crítica  | Avaliações da crítica  |
| Fonte                  | Avaliação              |
| ---------------------- | ---------------------- |
| All Music Guide        | link                   |

1981 - 1982 é um EP da banda britânica de rock New Order, lançado em Novembro de 1982. Ele reúne os primeiros singles lançados pela banda em 1981 e 1982.

## Faixas
Todas as letras escritas por New Order. 
| Lado A |              |         |  |
| N.º    | Título       | Duração |  |
| 1.     | "Temptation" | 8:47    |  |
| 2.     | "Hurt"       | 8:03    |  |

| Lado B |                           |         |  |
| N.º    | Título                    | Duração |  |
| 3.     | "Everything's Gone Green" | 5:30    |  |
| 4.     | "Procession"              | 4:27    |  |
| 5.     | "Mesh"                    | 3:02    |  |